# 大孚橡胶厂
大孚橡胶厂(今为大孚橡胶总厂)前身为兆丰橡胶厂（大孚橡皮工厂）是崔福庄于1930年建立於曹家渡新街8号的工廠，设计生产“大虎”牌鞋类。

## 历史
1938年，改名大孚仁记橡胶厂。1941年，改名大孚橡胶厂。1944年，徐中和等和四达橡胶组成立大孚橡胶厂股份有限公司，白利南路的四达厂改为大孚一厂，新街的大孚橡胶厂改为大孚二厂。1950年，大孚橡胶厂与苏南军区合作，改组为“公私合营大孚公记橡胶厂”，主要生产军用解放鞋，同年实生橡胶厂卖给中央军事学院，1951年并入大孚橡胶厂。1953年7月被公管，取名为“地方国营大孚橡胶工厂”。1958年，大跃进时期，大孚厂申请的“飞跃”牌商标获批准注册并使用，同年5月国家投资扩建后大孚厂扩至中山西路207号1960年，金刚橡胶厂并入大孚橡胶厂。1961年10月，上海十四橡胶厂并入大孚橡胶厂。1992年，大孚橡胶厂划归上海轮胎橡胶（集团）股份有限公司，后随集团并入上海华谊集团。1993年，大孚橡胶厂归于由大孚橡胶厂与上海兰生共同投资组建的大博文鞋业手中。1997年，大孚橡胶厂投资成立上海大博文鞋业有限公司随后大博文鞋业转入上海兰生股份公司名下。工厂也从原址上海中山西路搬迁到浦东新区，后搬至青浦工业园区。同年大孚撤股，大博文接收了大孚的306名制鞋工人，大孚授权大博文使用飞跃商标至2013年，大博文以“大博文飞跃”商标出现。1998年，改为上海大孚橡胶有限公司。2001年，大孚橡胶公司停产，飞跃牌商标的生产管理权归上海生龙鞋业有限公司所有。2005年，法国经销商，法国人帕特里斯-巴斯蒂安(Patrice Bastian)独自注册了Feiyue（飞跃）的国际商标，不与大孚橡胶厂合作而独立寻厂生产。